# Breitnau
Breitnau là một xã trong huyện Breisgau-Hochschwarzwald thuộc rừng Đen bang Baden-Württemberg phía nam nước Đức. Đô thị Breitnau có diện tích 39,9 km². Dân số thời điểm 31 tháng 12 năm 2020 là 1762 người.